# Mydaea nishijimai
Mydaea nishijimai är en tvåvingeart som beskrevs av Hiromu Kurahashi 1983. Mydaea nishijimai ingår i släktet Mydaea och familjen husflugor. Inga underarter finns listade i Catalogue of Life.